# Пета косовско-метохијска бригада
Пета косовско-метохијска бригада НОВЈ формирана је 24. септембра 1944. у селу Туларима од избеглица са Косова и Метохије и добровољаца из Јабланице. На дан формирања имала је два батаљона са око 300 бораца. Првог октобра формирала је 3. батаљон; тада је имала 500 бораца, а крајем године око 1,800. Учествовала је у борбама за ослобођење Косова, и у борбама против балистичких јединица.